# Abbott Rock
Abbott Rock est une localité située dans la province canadienne de Terre-Neuve-et-Labrador.